# Hochgößnitz
Hochgößnitz ist eine Ortschaft der Marktgemeinde Maria Lankowitz in der Steiermark.
Die Streusiedlung mit 146 Einwohnern (Stand 1. Jänner 2025) liegt westlich von Gößnitz an der Ostflanke der Stubalpe und besteht aus zahlreichen Einzellagen und mehreren Almen. Ebenso zur Ortschaft zählt die Bergrettungshütte westlich des Wölkartkogels in 1559 m ü. A. Bis Ende 2014 war Hochgößnitz eine Ortschaft der Gemeinde Gößnitz.